# Itsutsu no kata
L'itsutsu-no-kata (五の形? forme dei cinque principî) è uno dei 7 kata ufficiali del Kōdōkan Jūdō Institute di Tōkyō.
Le cinque forme che costituiscono questo kata sono identificate solo da un numero poiché il Prof. Kanō morì prima di assegnar loro dei nomi come per gli altri kata. Queste forme non solo rappresentano un'eccellente dimostrazione del principio seiryoku-zen'yō (精力善⽤? miglior impiego dell'energia), ma anche una vera e propria evocazione dei movimenti dell'universo.
Secondo i documenti della Tenshin Shin'yō Ryū jū-jutsu, questo kata è incluso nel programma okuden (奥伝? esoterico) riservato ai maestri della scuola e tramandato generalmente dal sokē della koryū.
Esistono quindi dei nomi per le forme dell'itsutsu-no-kata in uso alla Tenshin Shin'yō Ryū jū-jutsu, ma tuttavia, essi non sono riconosciuti dal Kōdōkan Jūdō Institute e pertanto nel jūdō si mantiene l'identificazione numerica.
I nomi indicati dalla koryū sono: 1. Oki-gaeshi; 2. Eikē; 3. Tomo-wakare; 4. Rōin; 5. Sekka-no-wakare.
Il kata è così organizzato:
1. Ipponme: un attacco continuo e razionale vince anche contro una notevole forza.
2. Nihonme: si usa l'energia dell'attacco di uke per sconfiggerlo.
3. Sanbonme: esprime il principio del vortice presente anche nell'aikidō, il cerchio interno controlla quello esterno.
4. Yohonme: come una marea, uke sperimenta la forza del riflusso.
5. Gohonme: quando due energie collidono, una si trasforma adattandosi all'altra per evitare la dispersione di entrambe.